# Knödelbrunnen

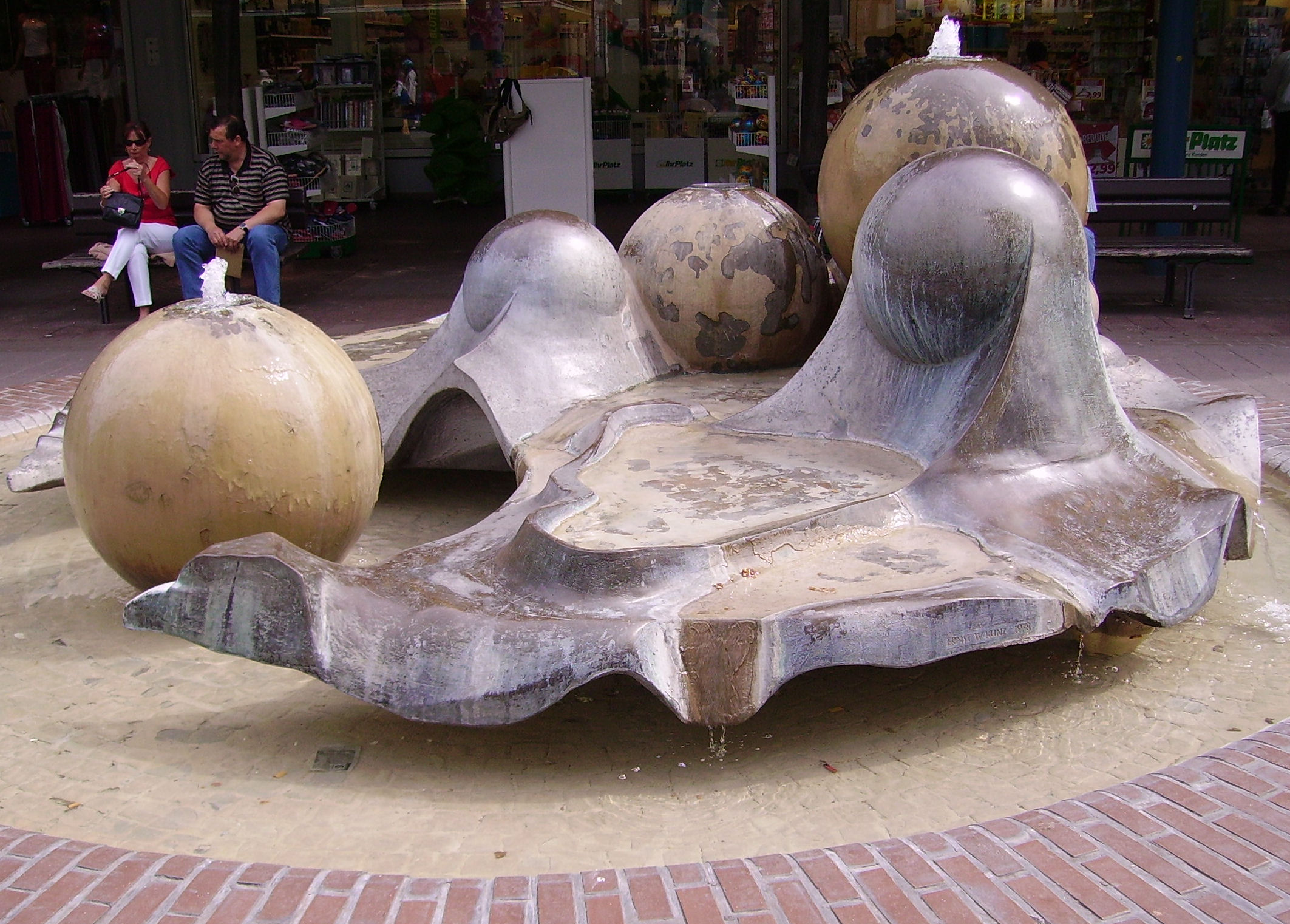
Knödelbrunnen

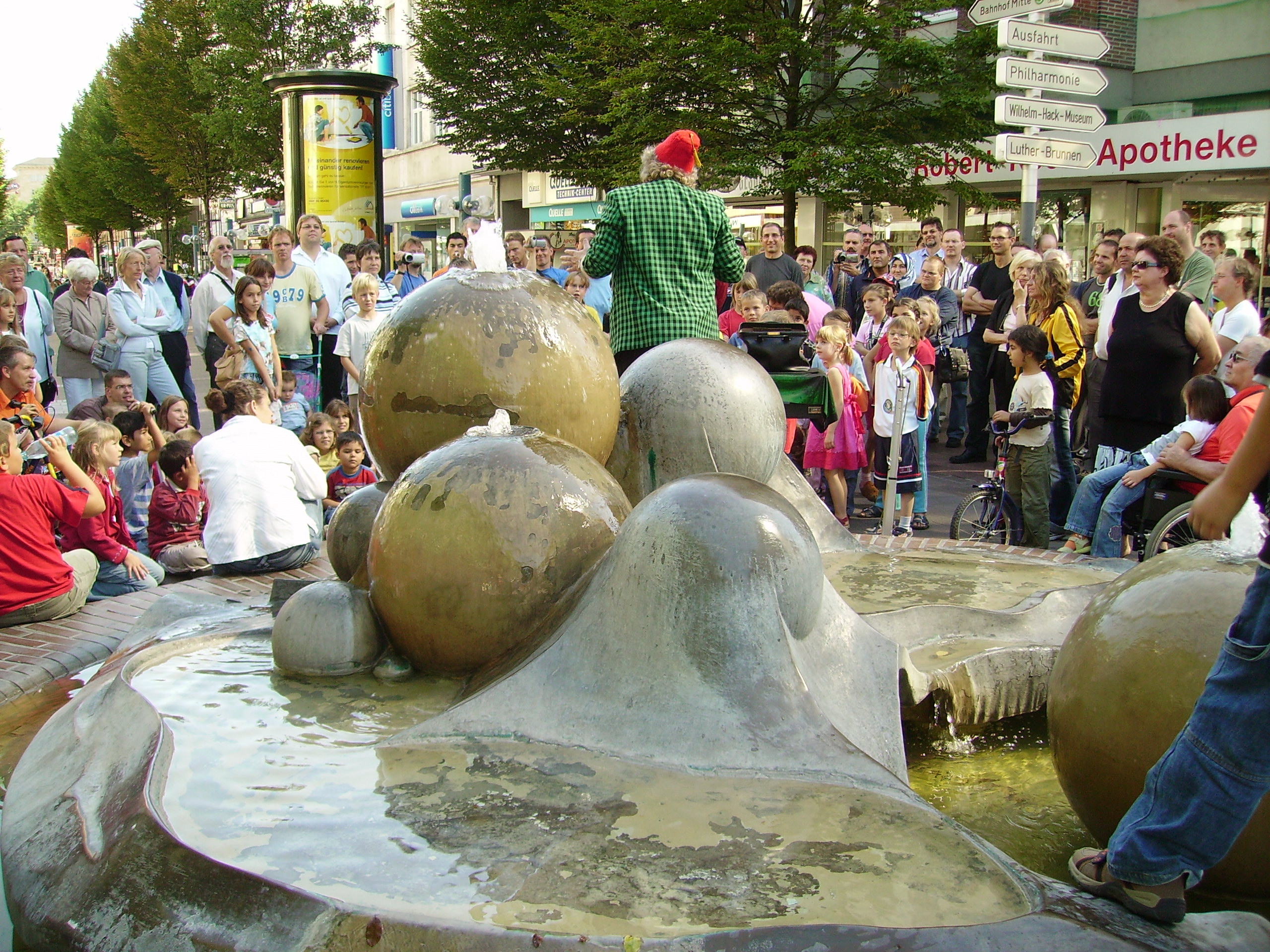
Knödelbrunnen beim Gauklerfest

Der Knödelbrunnen ist der Spitzname einer Brunnenanlage im Zentrum der Ludwigshafener Fußgängerzone.
Es handelt sich dabei um eine von dem Ludwigshafener Künstler Ernst W. Kunz gestaltete Brunnenanlage mit aufeinandergetürmten Kugeln. Der Brunnen entstand in der Folge eines Wettbewerbs der Stadt Ludwigshafen am Rhein um die künstlerische Ausschmückung der Bismarckstraße, die im Jahr 1977 in eine Fußgängerzone umgewandelt wurde.
Seinen Namen bekam er von den Ludwigshafenern, weil die runden Brunnenelemente an Knödel erinnern.
Aufgrund von Baumaßnahmen in seinem Umfeld wurde der Brunnen im 2. Halbjahr 2019 abgebaut, eingelagert und soll an anderer Stelle wieder errichtet werden.
Seit Januar 2025 steht der Knödelbrunnen im Bürgerhof.